# Maria Rigel

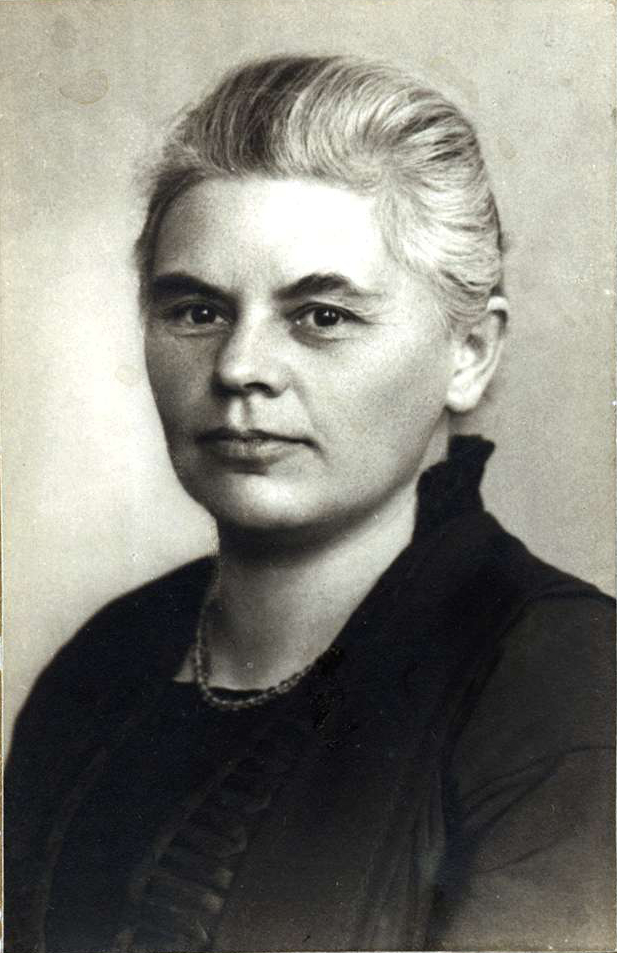
Maria Rigel

Maria Rigel (* 11. September 1869 in Adelsheim; † 10. September 1937 in Konstanz) war eine deutsche Politikerin (Zentrum). Sie war Mitglied des Badischen Landtags von 1919 bis 1933.

## Leben
Maria Rigel wurde als Tochter des Notars Cornel Anton Patricius Rigel geboren. Nach der Volksschule in Adelsheim besuchte sie von 1883 bis 1884 die höhere Mädchenschule in Mannheim und von 1884 bis 1887 das Klosterinstitut Offenburg. Von 1887 bis 1889 machte sie eine Ausbildung am Lehrerinnenseminar in Karlsruhe und wurde am 5. August 1889 als Volksschulkandidatin in den badischen Schuldienst aufgenommen. Sie war in Forst und in Überlingen, in Waldshut und auf der Reichenau als Lehrerin an Höheren Mädchenschulen tätig. Ab 1927 war sie in Mannheim Rektorin an der Schule im Quadrat K 5. Sie wurde am 1. Oktober 1932 wegen ihres schlechten Gesundheitszustandes in den einstweiligen Ruhestand versetzt, am 1. Juli 1934 aufgrund des § 6 des Gesetzes zur Wiederherstellung des Berufsbeamtentums in den dauernden Ruhestand.
1934 zog sie nach Ludwigshafen.

## Politik
Sie wurde 1919 in die Mannheimer Stadtverordnetenversammlung gewählt, der sie bis 1926 angehörte. Von 1919 bis 1933 gehörte sie innerhalb der Zentrumsfraktion dem Badischen Landtag an. Entsprechend ihrer Ausbildung und Berufserfahrung engagierte sie sich vor allem im bildungspolitischen Bereich sowie in der Gleichberechtigung.
Sie war Mitglied im Hauptvorstand des Vereins Badischer Lehrerinnen, des Katholischen Deutschen Frauenbunds und von 1912 bis 1933 Vorsitzende des Mannheimer Zweigvereins.

## Ehrungen
Die Stadt Mannheim hat 2007 eine Straße nach Maria Rigel benannt.
Die Stadt Adelsheim hat 2022 ihr zu Ehren der Straße im Neubaugebiet „Steinäcker rechts“ den Namen Maria-Riegel-Ring gegeben.